# Timone d'Atene
(William Shakespeare, Timone d'Atene)
Timone d'Atene (The Life of Timon of Athens, "La vita di Timone d'Atene") è una tragedia di William Shakespeare, che tratta del leggendario misantropo ateniese Timone, ma probabilmente ispirato anche all'omonimo filosofo. Viene generalmente considerata una delle opere più oscure e di difficile comprensione di Shakespeare.

## Trama

### Atto I
Timone, un ricco e munifico aristocratico ateniese, organizza un grande banchetto ove distribuisce senza parsimonia i suoi averi: tutti cercano di compiacerlo per ottenere ancora di più. L'unica eccezione è Apemanto, un filosofo il cui cinismo non è gradito a Timone. Egli accetta gli omaggi artistici di un poeta e di un pittore e anche un gioiello da un gioielliere, che regala a sua volta a uno dei suoi amici. Timone inoltre dona tre talenti per finanziare il matrimonio del suo servitore Lucilio, e riscatta anche un altro amico, Ventidio, in prigione per debiti. Timone tiene un discorso sul valore dell'amicizia, mentre la festa raggiunge il suo culmine e poi si conclude.

### Atto II
Flavio, maggiordomo di Timone, è turbato poiché con la sua eccessiva generosità il suo signore ha sperperato tutto il patrimonio, e glielo fa notare quando Timone torna dalla caccia. Timone però va in collera perché a suo dire Flavio non lo avrebbe avvertito per tempo, al che il maggiordomo risponde di averci provato in precedenza, ma senza successo: ormai tutti i terreni di Timone sono stati venduti, anzi ha contratto dei debiti. A questo punto interviene Apemanto che, aiutato da un buffone, scaccia i creditori che si sono presentati a chiedere il saldo immediato dei debiti. Timone invia quindi i suoi servi a chiedere aiuto a coloro che considera suoi amici.

### Atto III
Tutti i falsi amici di Timone rifiutano di prestargli aiuto finanziario. Intanto un luogotenente di Alcibiade ha ucciso un uomo in un alterco: il generale chiede clemenza al Senato, sostenendo che un crimine passionale non dovrebbe essere giudicato con la stessa severità richiesta da un omicidio premeditato. I senatori dissentono e, di fronte alle rimostranze di Alcibiade, lo condannano all'esilio; il generale giura di vendicarsi con le sue truppe. L'atto si conclude con Timone che discute con i servi la vendetta che preparerà in occasione del successivo banchetto.

### Atti IV e V
Timone organizza un secondo banchetto, invitando solo coloro che l'hanno tradito. Vengono introdotti vassoi ed anfore: i falsi amici non vi trovano cibi e leccornie, ma solo sassi e acqua bollente, che Timone scaglia contro di loro prima di fuggire da Atene. Il fedele Flavio giura di ritrovarlo.

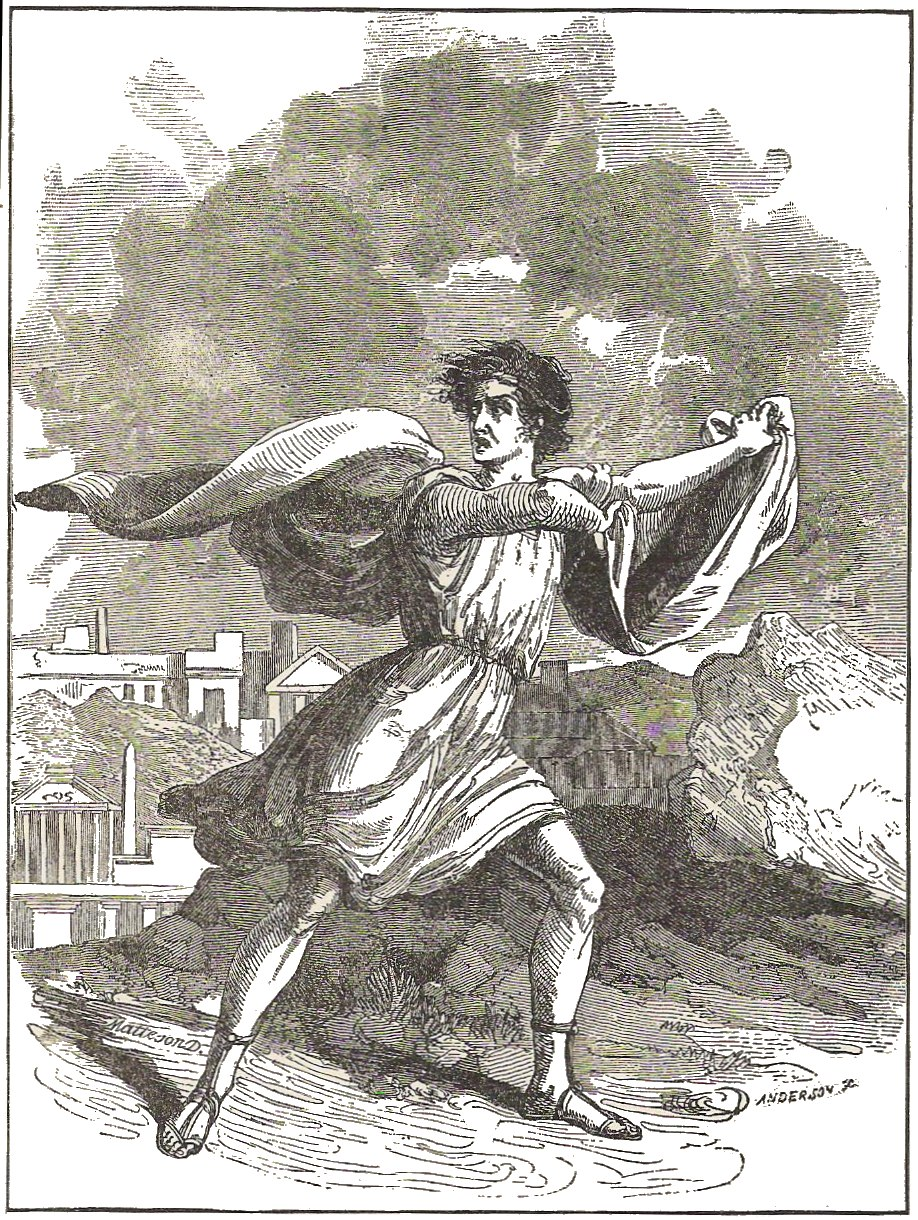
Timone abbandona Atene

Maledicendo le mura cittadine, Timone si reca in un luogo deserto, ove dimora in una grotta e si nutre di radici. Scopre un tesoro sepolto ed è raggiunto da Alcibiade e Apemanto. Timone offre la maggior parte dell'oro ad Alcibiade per finanziare il suo assedio di Atene, che egli si augura di vedere distrutta in quanto ormai è un misantropo. Ad accompagnare Alcibiade ci sono due cortigiane, Frine e Timandra, che scambiano pungenti battute con l'amareggiato Timone riguardo alle malattie veneree. Timone dona dell'oro anche alle due donne, così come al poeta e al pittore del primo atto. Infine arriva Apemanto, che accusa Timone di imitare la sua indole pessimista, e i due si scambiano invettive misantrope.
Sopraggiunge Flavio: anch'egli chiede del denaro, ma anche che Timone torni indietro e riprenda il suo posto nella società. Timone si rende conto che Flavio è un vero amico e si duole del fatto che sia un semplice servitore. Dice dunque ai messi ateniesi, che speravano egli potesse placare Alcibiade, di andarsi a impiccare, infine muore. Mentre marcia su Atene, Alcibiade posa a terra il proprio guanto e conclude la tragedia leggendo l'amaro epitaffio che Timone si era composto:
(William Shakespeare, Timone d'Atene)
Oppure in alternativa:
(William Shakespeare, Timone d'Atene)
Anche se il manoscritto originale di Shakespeare li riporta entrambi, data la loro natura contraddittoria, non è possibile che il poeta intendesse includerli entrambi e si pensa che, nel dubbio, abbia alla fine dimenticato di cancellarne uno. Il primo è una citazione di Callimaco.

## Origini

### Fonti
Il personaggio di Timone d'Atene compariva in vari autori classici greci e latini. Per il suo dramma, tuttavia, l'autore attinse probabilmente non tanto direttamente alle fonti classiche, quanto alla ventottesima novella nel Palace of Pleasure di William Painter. Non è comunque da escludere una lettura shakespeariana sia delle Vite parallele di Plutarco (per la figura di Alcibiade), sia del dialogo Timone d'Atene di Luciano di Samosata (probabilmente nella traduzione latina di Erasmo da Rotterdam del 1528).

### Composizione e stampa
La tragedia è fonte di notevoli dispute tra gli studiosi. È costruita in un modo strano e il manoscritto presenta diverse lacune: per queste ragioni è stata spesso descritta come un'opera incompiuta, scritta da mani diverse e/o uno dei primi esempi di teatro sperimentale. Uno dei risultati di queste discussioni è che non si può indicare una data precisa per la sua stesura, dato che alcuni sostengono che si tratti del primo lavoro di Shakespeare, altri dell'ultimo, mentre altri ancora la situano in un periodo di poco anteriore a quello delle commedie di epoca tarda.
Generalmente viene inserita tra le tragedie (come accade nel First folio) anche se alcuni studiosi la inseriscono tra le "commedie" nonostante il suo protagonista finisca per morire. Le fonti dell'opera includono la "Vita di Alcibiade" di Plutarco e il dialogo di Luciano di Samosata "Timone il misantropo". La tragedia non fu mai pubblicata prima della sua inclusione nel First Folio del 1623.
A partire dal XIX secolo si è ipotizzato che il Timone sia in realtà opera di due autori diversi suggerendo che le sue inusuali caratteristiche siano il risultato del fatto che i suoi autori siano stati drammaturghi con attitudini e mentalità differenti tra loro; il principale indiziato come coautore, Thomas Middleton, fu individuato per la prima volta nel 1920. Uno studio del 1917 di John Mackinnon Robertson sostiene invece che George Chapman fu l'autore de Il lamento di un'innamorata e sempre lui iniziò il Timone d'Atene. Queste tesi sono state rifiutate da altri commentatori, tra i quali Bertolt Brecht, Frank Harris, e Rolf Soellner, che sostiene che l'opera sia in realtà un esperimento. Questi studiosi dicono che se un autore avesse rivisto il lavoro di un altro, avrebbe comunque dovuto adeguarsi agli standard del teatro giacobiano, cosa che evidentemente non è avvenuta. Soellner pensa che l'opera sia insolita perché fu rappresentata alle Inns of Court dove trovò un pubblico di nicchia composto per lo più da giovani avvocati.
Nondimeno, negli ultimi tre decenni, molte analisi linguistiche condotte sul testo sembrano aver rintracciato conferme a quelle che erano le ipotesi più datate: l'opera contiene numerose parole, frasi e scelte di punteggiatura tipiche dei lavori di Middleton e non di quelli di Shakespeare. Queste particolarità linguistiche si concentrano in determinate scene, il che sembra indicare che sia un lavoro comune di Middleton e Shakespeare e che si tratti di una collaborazione, piuttosto che di una revisione dell'uno sul testo dell'altro. Il curatore dell'edizione Oxfordiana, John Jowett, descrive queste prove e sottolinea come la presenza della mano di Middleton non significhi che la tragedia debba essere trascurata o sottovalutata: "Timone d'Atene è a maggior ragione interessante perché il testo mostra un dialogo tra due drammaturghi dall'indole molto diversa".
In ultima analisi però, nessuna delle teorie finora citate ha riscosso unanime consenso tra gli esperti.

## Rappresentazioni e adattamenti

### Storia degli allestimenti
Non ci sono notizie certe di allestimenti dell'opera all'epoca in cui visse Shakespeare, situazione comune anche per altri lavori, anche maggiormente apprezzati, come Antonio e Cleopatra e Coriolano, che la maggior parte degli studiosi ritiene siano stati scritti più o meno nello stesso periodo del Timone. Una datazione precisa è però ben lontana dall'essere determinata, anche se i suoi toni amari rimandano al Coriolano e a Re Lear. L'opera di John Day Humour Out of Breath, pubblicata nel 1608 contiene un riferimento a "Quel signore che diede tutto ai suoi seguaci e finì a chiedere l'elemosina per sé stesso", una possibile allusione al Timone che potrebbe, se confermata, indicare come la tragedia sia stata composta negli anni precedenti.
Nel 1678 Thomas Shadwell mise in scena un adattamento, The History of Timon of Athens, the Man-Hater, che riscosse un certo successo; Henry Purcell in seguito ne compose un accompagnamento musicale. Un altro adattamento fu proposto nel 1768 da James Dance, al quale presto seguì la versione messa in scena nel 1771 da Richard Cumberland al Drury Lane, nella quale Timone in punto di morte concedeva sua figlia Evadne (non presente nel testo originale) ad Alcibiade. Altri allestimenti furono quelli di Thomas Hull al Covent Garden del 1786 e di George Lamb nel 1816 al Drury Lane. Questa serie di adattamenti terminò con l'allestimento del testo shakespeariano di Samuel Phelps del 1851.
Il 29 novembre 2020 è prevista presso la Bayerische Staatsoper di Monaco la prima di un'opera lirica sullo stesso soggetto composta da Luca Francesconi.